# Чисте небо (ініціатива)
Ініціатива «Чисте небо» — українське антипіратське об'єднання, що декларує розвиток в уанеті легального аудіовізуального контенту й боротьбу з порушенням права інтелектуальної власності.

## Історія
Ініціативу започатковано 2013 року великими медіагрупами: StarLightMedia, 1+1 Медіа, Медіа Група Україна та Inter Media Group.
7 липня 2017 року «Чисте небо» відкрило Сервіс для рекламодавців, де почало оприлюднювати списки (домени) інтернет-ресурсів, до яких є претензії правовласників щодо нелегального розміщення їх аудіовізуального контенту.
Тоді ж на сервісі почали публікувати результати моніторингу розміщення реклами на сайтах з «чорного списку» Ініціативи «Чисте небо», який організовано Українською антипіратською асоціацією (УАПА).
І оскільки також з 2017 року медіагрупи зробили свій контент платним для провайдерів, «Чисте небо» додало перелік провайдерів послуги телебачення, які надають нелегально доступ до контенту телеканалів.
2017 року був прийнятий закон №3081-д «Про державну підтримку кінематографії в Україні», над антипіратськими нормами в якому працювали учасники «‎Чистого неба». 
З вересня 2018 року Ініціатива «Чисте небо» отримала юридичний статус громадської спілки.
23 січня 2019 року був введений «партнерський принцип», згідно якого якщо один із учасників «Чистого неба» повідомляє, що його «піратить» сайт, або провайдер платного телебачення, інші учасники та парнери Ініціативи розривають з ним договори, знімають свій плеєр та іншим чином перешкоджають діяльності.
У 2019 році Ініціатива «Чисте небо» підписала меморандум про співпрацю з Українською міжбанківською асоціацією членів платіжних систем «ЄМА». У меморандумі сторони домовилися створити комплексне рішення та засоби блокування каналів оплати за доступ до незаконно поширеного (піратського) контенту.
У 2019 році між Ініціативою «‎Чисте небо» та Департаментом інтелектуальної власності Мінекономіки України був підписаний меморандум про співробітництво та партнерство. Разом організації сприяли приєднанню України до проекту Всесвітньої організації інтелектуальної власності — міжнародного «‎чорного» списку піратських ресурсів WIPO Alert Database.
У 2020 році Ініціатива «‎Чисте небо» відкрила безкоштовну гарячу лінію «‎Проти піратства» для правовласників, куди вони можуть звернутись у випадку крадіжки контенту.
У 2021 році між Ініціативою «‎Чисте небо» та Департаментом кіберполіції Національної поліції України був підписаний меморандум про співпрацю.

## Проєкти
- Ініціатива проводить освітні заходи для гравців аудіо-візуального ринку, зокрема у KYIV MEDIA WEEK[10] та Київському міжнародному фестивалі реклами.
- Соціальний челендж «#зачепило» 2019 року[11].
- Інструкція для користувачів, як визначити, чи є сайт піратом.[12]
- Інструкція для правовласників, як захистити свої права[13].
- Спецпроєкт про складові аудіо-візуального піратства з виданням «Телекритика»[14].
- Міжнародне співробітництво. У 2018 році Ініціатива «Чисте небо» стала одним з 34 підписантів Варшавської декларації щодо співробітництва між антипіратськими організаціями різних країн[15]
- Дослідження, зокрема вимірювання ставлення українців до нелегального контенту із дослідницькими компаніями TNS[16] та Gemius[17].
- Кампанії соціальної реклами.[18]
- Просвітницька діяльність.[19][20]
- Подача ресурсів від Ініціативи «Чисте небо‎» спільно з Мінекономіки до міжнародного «‎чорного» списку WIPO Alert Database.

## Учасники та члени
- StarLightMedia
- «Медіа Група Україна»
- «1+1 media»
- Адвокатське об'єднання Smartsolutions Law Group
- Індустріальний Телевізійний Комітет[21]
- Global Images Ukraine
- Publicis Groupe
- Gemius
- Infomir
- adpartner
- Viasat Україна
- Київстар ТБ
- Omega TV
- Sweet TV
- You TV
- FILM.UA Group
- Star Media
- Volia
- Xsport
- Recreativ
- Admixer Advertising
- Wantent